# Megaselia exangulata
Megaselia exangulata är en tvåvingeart som beskrevs av Schmitz 1947. Megaselia exangulata ingår i släktet Megaselia och familjen puckelflugor. Inga underarter finns listade i Catalogue of Life.